# Rosario Hueicha
Rosario Hueicha Leviñanco (Caguach, Chiloé, 10 de octubre de 1923 - Achao, Chiloé, 4 de julio de 2000), fue una folclorista, compositora, recopiladora y cantante chilena de origen huilliche, referida también como una «investigadora de origen popular» y como una cultora que incorporó «al glosario musical chileno, valiosa corriente original sin influencias ajenas a su región». Fue madre de 7 hijos y se casó con don Jeremías Leviñanco, quien la acompañó hasta el final de su vida. 

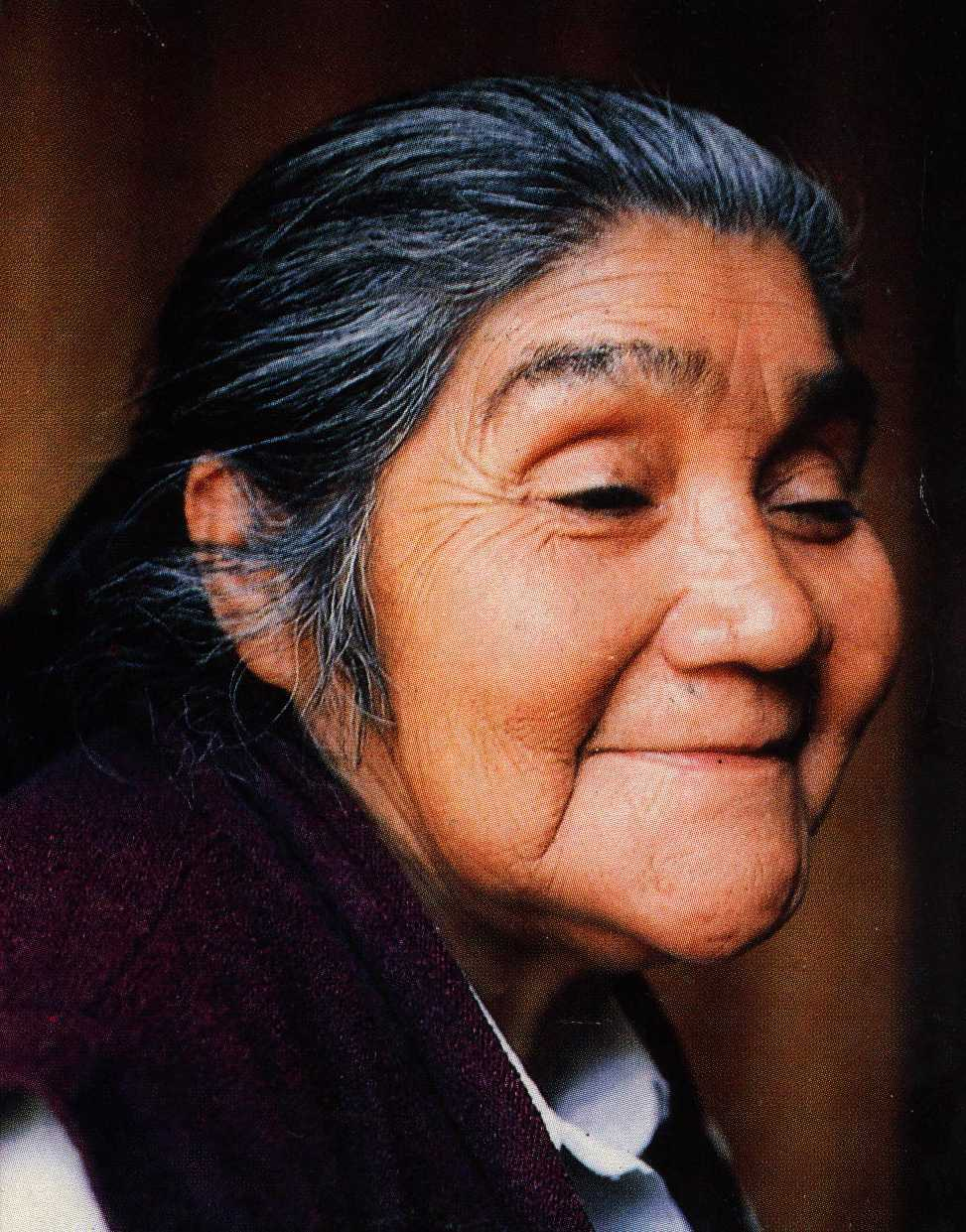
Folclorista Rosario Hueicha

## Biografía
Hija de Bautista Hueicha y Amelia Leviñanco, nació el 10 de octubre de 1923 en la isla de Caguach, siendo la menor de 9 hermanos. Se inició en el canto y la poesía por su profesora Mercedes Rosa Navarro, aunque también recibió influencias de su propio padre y su tío Valeriano Leviñanco, quien era guitarrista y cultor popular.
Vivió sus primeros años en isla Caguach y desde joven comienza a colaborar en la iglesia de su isla, donde intercambia labores como feligresa y campesina, es así como antes de 15 años de edad formó parte de la «Cofradía Hijas de María», siendo más tarde su presidenta, aquí era encargada de recibir las imágenes religiosas y sus respectivas comunidades pertenecientes a los 5 pueblos en la Fiesta Religiosa de Jesús Nazareno.
A finales de la década de los 30 su familia se traslada a vivir a Río Negro - Hornopirén (hoy Hornopirén), donde muere su padre y posterior a ello retornan a Caguach.
Al convertirse en madre soltera, se establece en isla Quenac, Dalcahue y posteriormente se traslada a vivir a Achao, donde fue vecina con doña Adelina Navarro Triviño (artesana de Achao), con quien recorrería diferentes ferias artesanales y fuera su amiga hasta el final de su vida.  Se casó con Jeremías Leviñanco quien era Carpintero de oficio. 

En Achao se destacó por su entrega y compromiso para alimentar a sus hijos, trabajando tanto en casas particulares como en artesanía, oficio que la lleva a participar de diferentes exposiciones en distintos puntos del país.

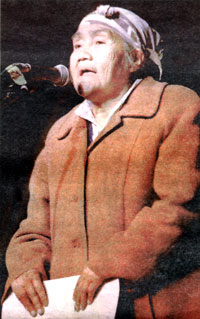
Cultora y cantautora del folclor Chilote

El catastrófico terremoto y maremoto de 1960 destruye la casa donde residía y posteriormente recibe ayuda del Estado y logra tener su casa propia en la población Abraham Lincoln de Achao, lugar emblemático donde se organizó un Centro de Madres para el rescate del trabajo tradicional en lana que llevó a sus participantes a recorrer varias ferias artesanales en Chiloé y fuera de la Provincia. y formando luego el grupo folclórico Quegñún con varios vecinos, considerado uno de los primeros en su tipo de la comuna de Quinchao. Posteriormente inicia una carrera como solista acompañada en la guitarra por sus hijos Carlos y Víctor Hugo Leviñanco,
Antes de 1970 su hija Blanca Ester, desaparece sin dejar rastro. La niña de 16 años trabajaba como empleada doméstica y decidió salir de Chiloé para buscar mejores oportunidades. Doña Rosario la encarga a los profesores Alejandro Rosas y Milagros Cárdenas, matrimonio amigo de la folclorista, quienes tras la desaparición de la joven,  no dieron cuenta de ella nunca más, llevando el caso a las autoridades, sin obtener resultados favorables para doña Rosario, quien no pierde las esperanzas y va en busca de ella en cada presentación artística y musical, acudiendo a diferentes Radios emisoras, en donde entona y dedica la canción "Pajarillo Errante" a su hija perdida, a quien nunca más vuelve a ver y la da por muerta.
Como cultora, viajaba con su propia muestra artesanal, realizando presentaciones musicales y grabando en sellos difusores del canto campesino. Parte de sus registros han desaparecido, sin embargo, el material disponible es una de las fuentes testimoniales más importantes de las tradiciones chilote-huilliche; en particular, «destacadas personalidades del medio artístico, estudiosos y académicos han utilizado su material para investigaciones y proyecciones del folclor chilote».
Rosario Hueicha fue conocida de Violeta Parra, a quien acompañó en sus recorridos por el archipiélago cuando estudió la música chilota. También entregó su amistad a Héctor Pavéz, Gabriela Pizarro, Jorge Yáñez y Margot Loyola, grandes folcloristas que se nutrieron de sus conocimientos y capacidad creadora.

## Fallecimiento
Su última presentación sería el 24 de junio de 2000 en el Liceo Insular de Achao en la celebración de la Noche de San Juan.
Rosario Hueicha Leviñanco, con 76 años de edad, Falleció el martes 4 de julio de 2000 alrededor de las 16.00 horas, en el Hospital de Achao aquejada de una afección cardíaca Sus restos fueron velados en su casa habitación y en la sede social de la población Abraham Lincoln, para posteriormente sepultarla en el cementerio Parroquial de Achao.

## Distinciones
- Su nombre esta plasmado en diferentes y calles de la Provincia y la Región.
- En 1997 Fue declarada hija ilustre de Achao por el  alcalde don Milton Moya Luchsinger y rápidamente se convirtió en una referente de la música folclórica Chilota, siendo inspiración para muchas organizaciones y entidades de la cultura chilota, quienes adoptaron parte de su legado y recopilaron sus obras musicales.
- En el Sector población de Achao, donde ella vivió sus últimos años se realiza una Cuecada Chilota la cual lleva su nombre,[13] llevada a cabo por el Conjunto Folclórico Huenteche de la misma localidad y con la participación de diferentes artistas locales[14]
- En febrero de 2018 se realizó la Primera Peña Folclórica Rosario Hueicha en Achao.

## Discografía
- Voz y tradición de Chiloé. Casete Eml.M.R. (1985).
- Del canto y la tradición. Casete Volumen I: Sello CBS (1988).
- Del canto y la tradición. Casete Volumen II: Sello CBS (1991).